# Fabius Brest
Germain Fabius Brest (* 31. Juli 1823 in Marseille; † 5. November 1900 ebenda), der üblicherweise nur als Fabius Brest erscheint, war ein französischer Orient- und Landschaftsmaler.

## Biographie

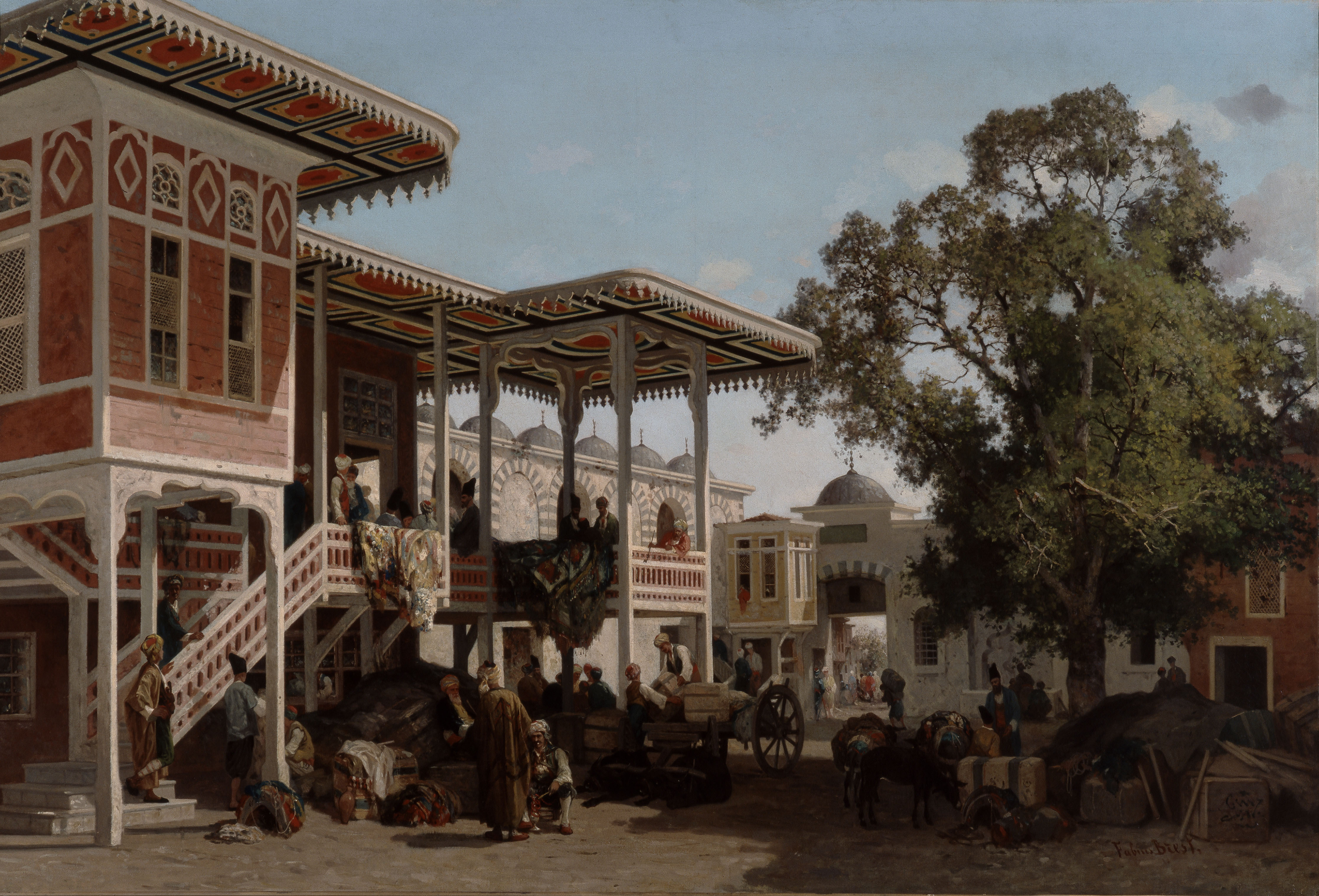
F. Brest: „Eine Karawanserei in Trapezunt“

Brest war ab 1845 ein Schüler von Émile Loubon in Marseille und dann von Constant Troyon in Paris. Auf Anraten Loubons (der 1849 selbst Palästina besucht hatte) begab sich Brest nach Palästina, dann nach Kleinasien, Ostanatolien und Konstantinopel (1857), ein insgesamt mehrjähriger Aufenthalt, der ihn für den Rest seines Lebens prägen sollte. Aus diesen Jahren im Orient (1855–1859) brachte er zahlreiche Gemälde, hauptsächlich Landschaftsdarstellungen und Stadtansichten, mit. Einige seiner bekanntesten Werke zeigte er auf der Pariser Kunstausstellung des Jahres 1861. Nach seinen Reisen im östlichen Mittelmeerraum und in der Levante besuchte Brest auch Algerien.
Seine Reisen lieferten ihm die Themen für die meisten Werke, die er erst in späteren Jahren schuf. Straßenszenen, von Bäumen beschattete Gebäude (Moscheen, Häuser, aber auch Kirchen) und Ansichten am Wasser (z. B. an den Ufern des Bosporus) sind die dominierenden Motive in seinen orientalistischen Gemälden. Brest malte aber auch Ansichten von Venedig, Mailand oder den Landschaften in Südfrankreich; insbesondere Brests Ansichten von Venedig erfreuten sich großer Beliebtheit und wurden auf den Kunstausstellungen der Jahre 1868 und 1872–1874 gezeigt.

## Werke in öffentlichen Sammlungen (Auswahl)

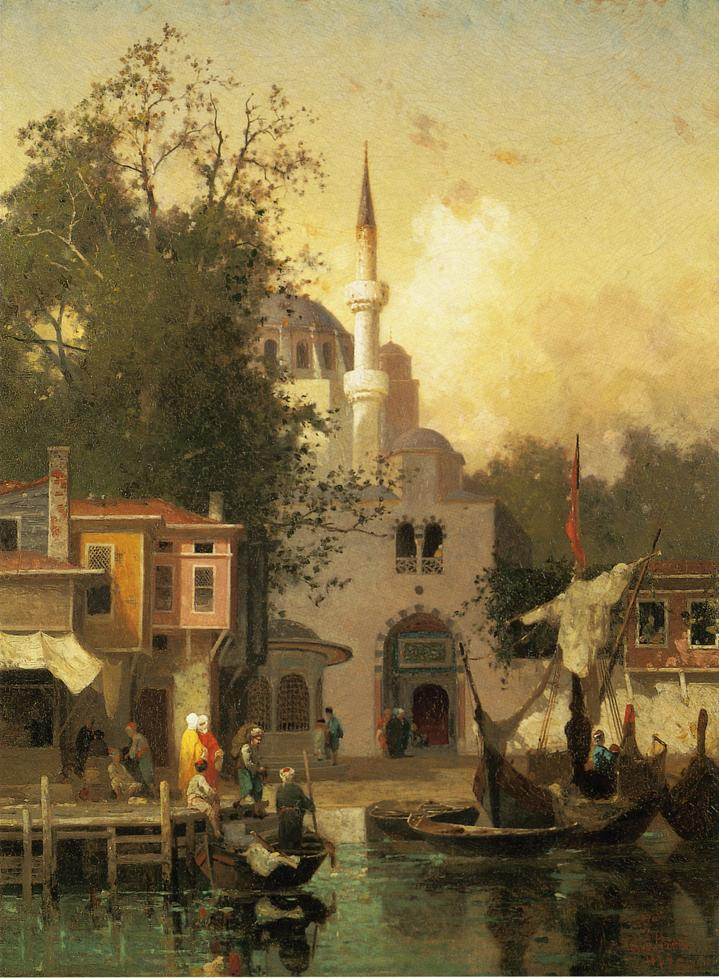
F. Brest: „Ansicht von Konstantinopel“ (1874)

Brests Werke sind in zahlreichen Museen in Frankreich, aber auch in Istanbul ausgestellt; die größte Sammlung besitzt das Musée des Beaux-Arts in Marseille, das ab 1870 Werke von Brest ankaufte. Viele Werke Brests befinden sich aber auch in Privatbesitz und werden auf Auktionen immer wieder gehandelt, wobei die erzielten Gebote 6-stellige Summen erreichen können.
Zu Brests bekannteren Werken zählen:
- Das französische Gesandtschaftspalais in Pera (Pera-Museum, Istanbul)
- Der At-Meïdan(-Platz) in Konstantinopel (Musée des Beaux-Arts de Béziers)
- Die Straße der Verbrannten Säule in Konstantinopel (Musée des Beaux-Arts de Pau)
- Die Ufer des Bosporus bei Bebeck (Musée de l’Échevinage, Saintes)
- Eine Karawanserei in Trapezunt (Musée des Beaux-Arts, Marseille)
- Maurisches Kaffeehaus in Algier (Musée du quai Branly)